# Vendelsjön
Vendelsjön är en sjö i Tierps kommun i Uppland och ingår i Norrströms huvudavrinningsområde. Sjön är 2 meter djup, har en yta på 4,4 kvadratkilometer, är knappt 9 km lång och befinner sig 23,9 meter över havet. Sjön avvattnas av Fyrisån som här kallas Vendelån. Vid provfiske har bland annat abborre, braxen, gädda och mört fångats i sjön.
Vendelsjön är en långsmal sjö som har sitt största tillflöde Tegelsmoraån i norr, några kilometer söder om Örbyhus. Sjön sträcker sig först söderut innan den böjer av åt sydväst där den har sitt utlopp genom Vendelån. Vid nordvästra stranden av Vendelsjön ligger Örbyhus slott. Sjön har ett rikt fågelliv.

## Delavrinningsområde
Vendelsjön ingår i delavrinningsområde (667237-160133) som SMHI kallar för Utloppet av Vendelsjön. Medelhöjden är 37 meter över havet och ytan är 76,4 kvadratkilometer. Räknas de 7 avrinningsområdena uppströms in blir den ackumulerade arean 208,17 kvadratkilometer. Fyrisån som avvattnar avrinningsområdet har biflödesordning 2, vilket innebär att vattnet flödar genom totalt 2 vattendrag innan det når havet efter 139 kilometer. Avrinningsområdet består mestadels av skog (61 procent) och jordbruk (20 procent). Avrinningsområdet har 3,6 kvadratkilometer vattenytor vilket ger det en sjöprocent på 4,7 procent.

## Fisk
Vid provfiske har följande fisk fångats i sjön:
- Abborre
- Braxen
- Gädda
- Mört
- Ruda
- Sarv
- Sutare